# Royal Flying Doctor Service

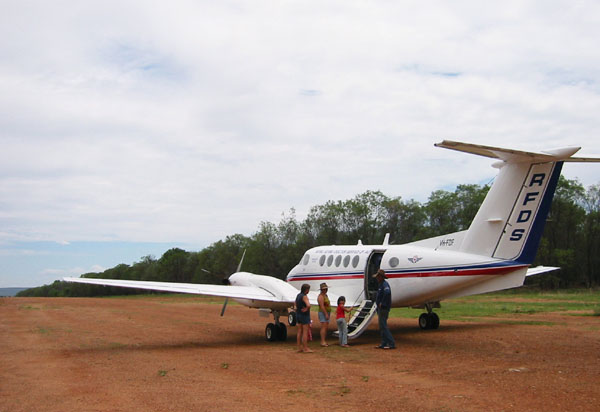
Een RFDS Beechcraft Super King Air op een primitieve landingsbaan

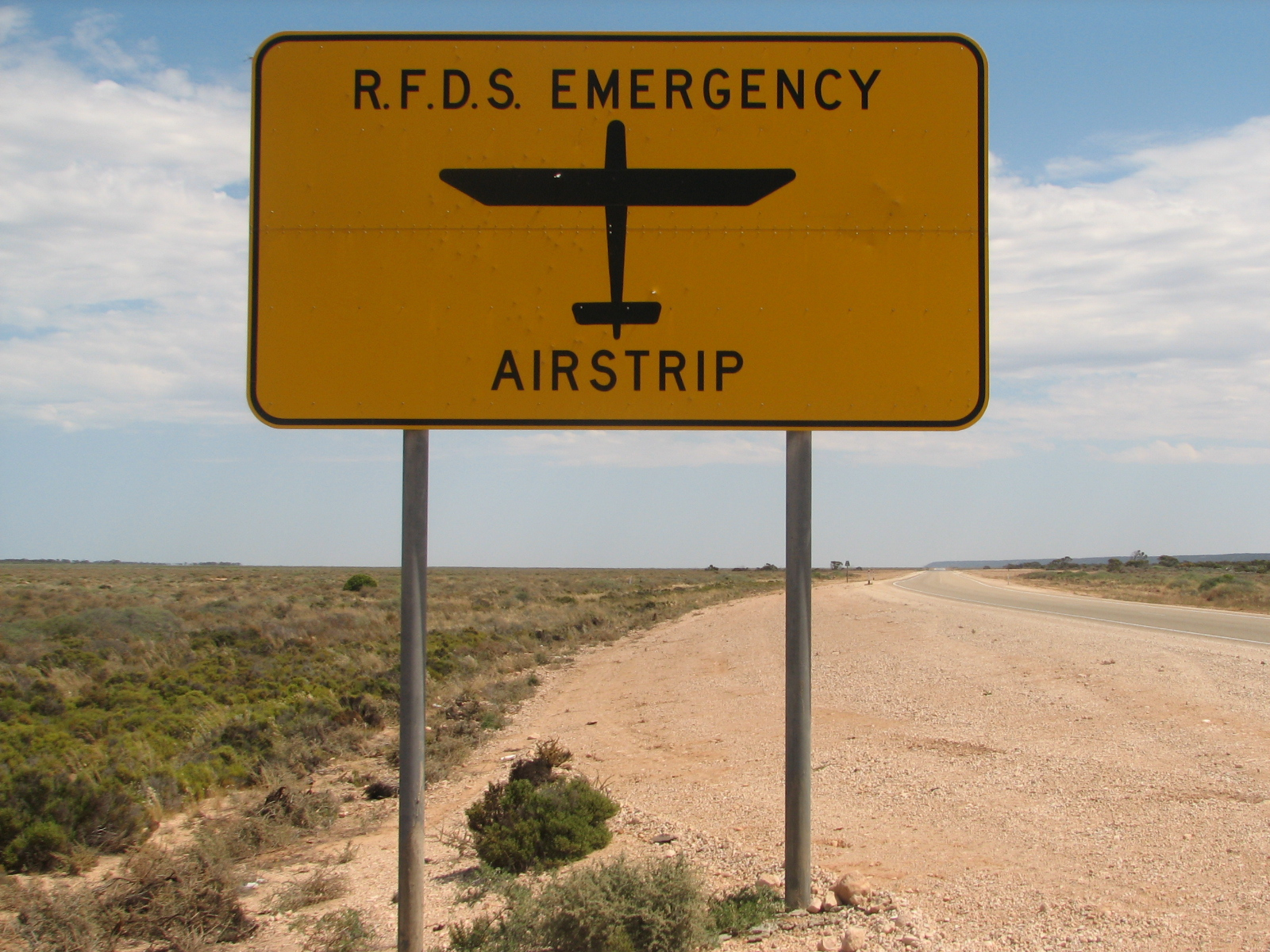

De Royal Flying Doctor Service is een Australische luchtambulancedienst. Het is een non-profitorganisatie die zowel noodhulp als eerste hulp verleent voor mensen die afgelegen wonen. Dat geldt vooral voor de bewoners van een station in de Outback, soms op honderden kilometers van de bewoonde wereld.
Bijna alle stations hebben een vliegstrip.

## Statistieken
| Jaar | Vliegtuigen | Bases | Werknemers | Werknemers | Gemaakte kilometers | Landingen | Patiënten | Noodzakelijke evacuaties |
| Jaar | Vliegtuigen | Bases | Fulltime   | Parttime   | Gemaakte kilometers | Landingen | Patiënten | Noodzakelijke evacuaties |
| ---- | ----------- | ----- | ---------- | ---------- | ------------------- | --------- | --------- | ------------------------ |
| 2003 | 36          | 23    | 521        | 521        | 38 550              | 105       | 582       | 82                       |
| 2004 | 45          |       | 471        | 138        | 53 450              | 159       | 577       | 86                       |
| 2005 | 50          | 22    | 495        | 145        | 53 491              | 159       | 643       | 91                       |